# Players Tour Championship 2012/2013 – Turniej 4
Players Tour Championship 2012/2013 – Turniej 4 − dziesiąty turniej snookerowy wchodzący w skład cyklu Players Tour Championship w sezonie 2012/2013. Turniej ten rozegrany został w dniach 11-14 listopada 2012 w South West Snooker Academy w mieście Gloucester w Anglii.
W finale turnieju zwyciężył John Higgins, który pokonał Judda Trumpa 4−2.

## Nagrody i punkty rankingowe
Ta sekcja zostanie uzupełniona w najbliższym czasie

## Drabinka turniejowa
Ta sekcja zostanie uzupełniona w najbliższym czasie

## Finał
Finały Players Tour Championship 2012/2013 miały miejsce od 12 do 17 marca 2013 roku w Bailey Allen Hall w Galway w Irlandii. Uczestniczyło w nich 25 najlepszych graczy w klasyfikacji, którzy wzięli udział w co najmniej 5 wydarzeniach (2 w Wielkiej Brytanii i 3 w Europie); trzech zwycięzców APTC oraz czterech najlepszych z Azjatyckiej Klasyfikacji, którzy nie wygrali turnieju APTC. Jeśli gracz zakwalifikował się z obu Klasyfikacji, to liczyła się najwyższa pozycja, a następny gracz z drugiej listy kwalifikował się. Jeśli gracz zakończył na obu listach na tej samej pozycji, wówczas pierwszeństwo miała Klasyfikacja PTC, a kolejny gracz z Azjatyckiej Klasyfikacji kwalifikował się. Jeśli zwycięzca wydarzenia APTC, który zakwalifikował się przez Tour APTC i zakończył w czołowej 25. w Klasyfikacji PTC, wtedy kolejny najwyżej sklasyfikowany gracz w Klasyfikacji PTC się kwalifikował. Lista rozstawień Finałów opierała się na połączonej liście z zarobków obu Klasyfikacji.

## Breaki stupunktowe turnieju
Ta sekcja zostanie uzupełniona w najbliższym czasie